# 몸젠의 로마사
《로마사》(독일어: Römische Geschichte)는 테오도어 몸젠(1817년~1903년)이 쓴 고대 로마에 대한 역사서이다. 초판은 1854년에서 1856년까지 모두 3부로 출판되었으며 공화정 시대까지의 로마사를 다루고 있다. 그후 로마 제국의 속주에 대해 논의하는 후속작이 출판되었다. 최근에는 로마 제국에 대한 후속작이 추가로 출간되었는데, 이는 강의 노트로부터 재구성된 것이다. 첫 3부는 출판 직후 크게 호평을 받았는데, "몸젠은 로마사라는 책으로 하루 아침에 유명 인사가 되었다"라는 평가도 있을 정도이다. 이 책은 지금까지도 읽히고 신뢰할 만한 저작으로 인용되는데, 몸젠의 작품 중 가장 널리 알려진 것이기도 하다. 특히 이 책은 몸젠이 노벨 문학상을 수상할 때 그 근거로서 구체적으로 인용된 바가 있다. 한국어판은 김남우, 김동훈, 성중모 등이 번역하여 《몸젠의 로마사》라는 제목으로 푸른역사 출판사에서 출판되었다. 

## 출판

### 초판
처음에 《로마사》는 다섯 부의 작품으로 간주되었고, 왕정 시대의 로마부터 시작하여 제정 로마의 황제 디오클레티아누스(제위 284년 ~ 305년)의 시대까지를 다루고 있었다. 로마의 기원에서부터 율리우스 카이사르의 개혁을 거치며 로마 공화정이 몰락하기까지를 다룬 첫 세 부는 《로마사》(Römische Geschichte)라는 제목으로 차례로 1854년, 1855년, 1856년에 출판되었다.

## 같이 보기
- 테오도어 몸젠
- 로마의 역사
- 바르톨트 게오르크 니부어
- 로마 제국 쇠망사

## 참고 문헌
1. ↑  G. P. Gooch, History and Historians in the Nineteenth Century (London: Longmans, Green 1913, 4th impr. 1928) at 456.
2. ↑  "Facts on the Nobel Prize in Literature: Awarded for a particular literary work:" While the Nobel Prize in Literature is for a writer's life work, there are nine Literature Laureates for whom the Swedish Academy singled out a specific work for particular recognition. "Theodor Mommsen in 1902: 'the greatest living master of the art of historical writing, with special reference to his monumental work, A history of Rome'" http://www.nobelprize.org/nobel_prizes/literature/shortfacts.html.
3. ↑  Mommsen, Römische Geschichte, 3 volumes (Leipzig: Reimer & Hirsel 1854–1856). Although published in three volumes, this part of the History Mommsen organised into five "books".